# Butler megye (Kentucky)
Butler megye az Amerikai Egyesült Államokban, azon belül Kentucky államban található. Megyeszékhelye és legnagyobb városa Morgantown. Lakosainak száma 12 371 fő (2020. április 1.). Butler megye Ohio, Grayson, Edmonson, Warren, Logan és Muhlenberg megyékkel határos.

## Népesség
A megye népességének változása:
| Lakosok száma | 12 716 | 12 761 | 12 791 | 12 793 | 12 938 | 12 371 |
|               | 2010   | 2011   | 2012   | 2013   | 2015   | 2020   |